# Romano Hummel
Romano Hummel (ur. 4 stycznia 1999) – holenderski żużlowiec, występujący również na długim torze i na trawie.

## Życiorys
Specjalizuje się w long tracku, jednak jeździ również w klasycznej odmianie żużla. Od sezonu 2022 zawodnik Startu Gniezno.

## Osiągnięcia
Największe osiągnięcia:
- indywidualny mistrz świata na długim torze (2021),
- dwukrotny medalista drużynowych mistrzostw świata na długim torze: złoty (2016) oraz brązowy (2017),
- dwukrotny medalista indywidualnych mistrzostw Europy na torze trawiastym: złoty (2022[2]) oraz srebrny (2020),
- czterokrotny medalista indywidualnych mistrzostw Holandii na torze trawiastym: trzykrotnie złoty (2017, 2018), srebrny (2016) oraz brązowy (2019).